# Oberbreidenbach (Lindlar)
Der Weiler Oberbreidenbach ist ein Ortsteil der Gemeinde Lindlar, Oberbergischen Kreis im Regierungsbezirk Köln in Nordrhein-Westfalen (Deutschland).

## Lage und Beschreibung
Oberbreidenbach liegt nordwestlich von Lindlar. Nachbarortschaften sind Spich, Mittelbreidenbach und Unterbreidenbach.

## Geschichte
1413 wurde Breidenbach das erste Mal urkundlich als breidenbech erwähnt in der Kämmerei-Rechnung des Severin-Stift zu Köln.

## Burg Breidenbach

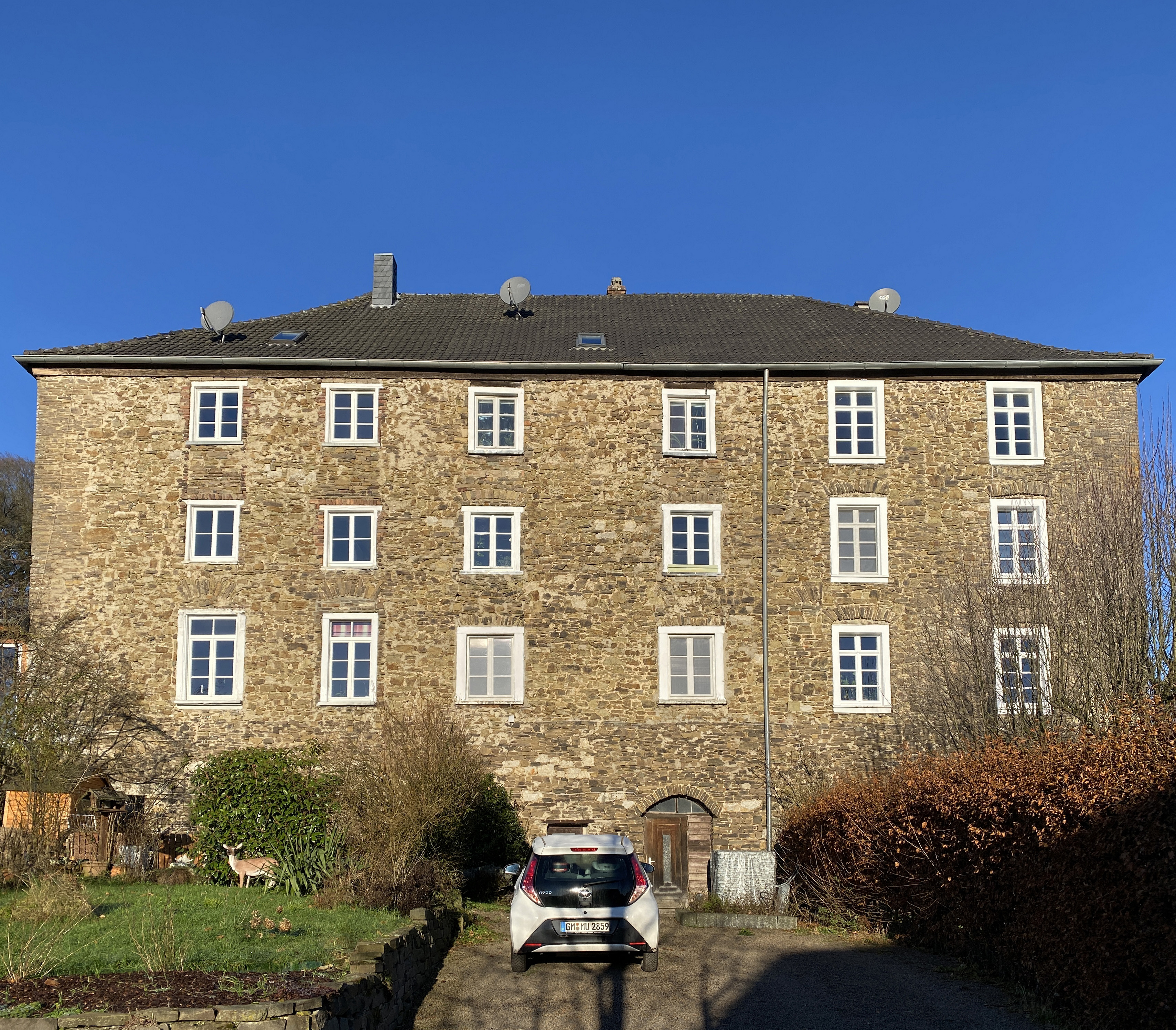
Burghaus Breidenbach

Am Ortsausgang von Oberbreidenbach in Richtung Spich liegt an einem Südhang die Burg und Rittersitz Haus Breidenbach. Die Entstehung ist ungeklärt und wird ins 15. Jahrhundert datiert. 1434 wird ein Ritter Gerlach von Breidenbach genannt, der dem Grafen Adolf von Berg 96 Gulden leiht. Im Jahr 1447 wird ein Gisse van Breidenbach in den Bergischen Ritterzetteln für das Amt Steinbach genannt.
Im Jahr 1507 besitzt Johann von Mosbach gen. Breidenbach dort ein halbes Gut. Dann am 24. Februar 1508 stellen Johann von Mosbach gen. Breidenbach und sein Sohn Roland einen Schuldbrief aus. Sie stellen Rolands Kindsteil das Haus Breidenbach zum Unterpfand. Durch Erbgang gelangte Haus Breidenbach über die Familie von Ole (Oell) an die Familie von Cloedt.

Wappen derer von Breidenbach

In einem Prozess vor dem Reichskammergericht zwischen den Erben von Cloedt zu Breidenbach und der Witwen des Johann von Pütz wird der Rittersitz Breidenbach am 21. Juli 1727 taxiert. Er umfasste 90 Morgen Baumgärten, Wiesen, Äcker, Büsche und Weier, Jagdgerechtigkeit und Kirchen- und Begräbnisplätze, gesamt 4000 Taler. Dazu kamen zwei verpachtete Höfe, insgesamt 13442 Taler.
Danach kam der Rittersitz in den Besitz der Familie von Seraing zu Eibach. Wegen drückender Schulden und zur bequemeren Teilung verkauft die Familie von Seraing das Haus und Rittersitz Burg Breidenbach an fünf Bauern aus der näheren Umgebung für 7500 Taler. Deren Nachkommen besitzen noch heute Anteile daran.

## Kapelle „Zur Heiligen Familie“ - Oberbreidenbach

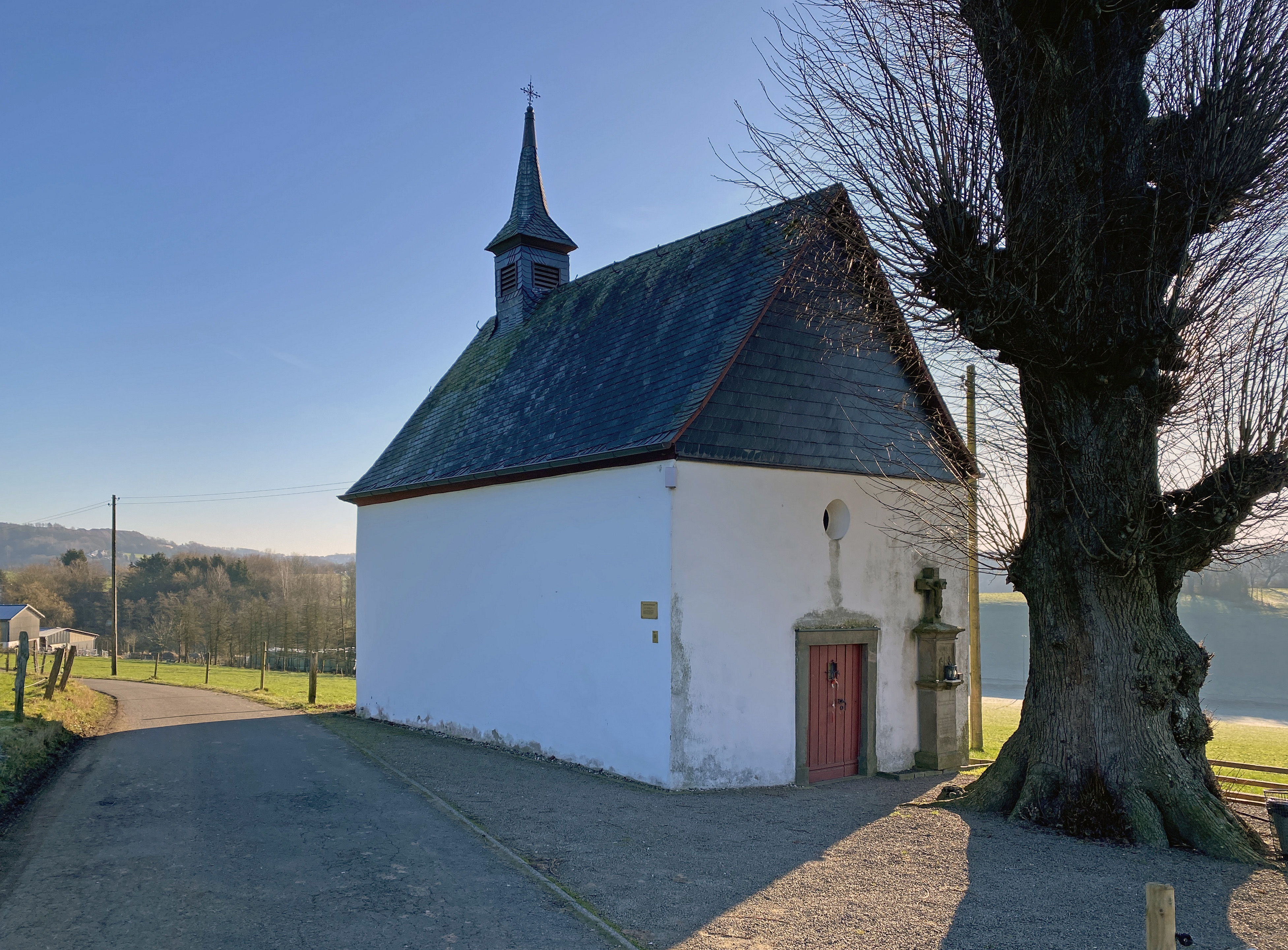
Kapelle „Zur Heiligen Familie“

Unweit der Burg Breidenbach, am Weg nach Spich steht eine kleine Kapelle. Überschattet von einer uralten Linde ist das 1670 errichtetes Gotteshaus ein schlichter Bau von 9,40 × 4,90 m im Lichten und mit einem kleinen Dachreiter versehen. Geweiht ist sie Christus Salvator, der Gottesmutter und dem hl. Joseph als Dank für die Errettung von der im Jahr vorher in schlimmer Weise aufgetretenen Ruhr. Auf Bitte des Junkers Theodor von Cloedt zu Breidenbach wurde 1681 vom Generalvikar die Feier der hl. Messe in der Kapelle an allen Festtagen gestattet.

## Weitere Sehenswürdigkeiten
- Baudenkmal Oberbreidenbach 44
- Baudenkmal Wegekreuz bei Oberbreidenbach 44
- Wegekreuz bei Oberbreidenbach 27[2]

## Busverbindungen
Haltestelle:
Schulbushaltestelle Oberbreidenbach:
- Z51 Unterbreidenbach - Oberbreidenbach - Spich - Frangenberg - Linde-Bruch (Schulbuszubringer)

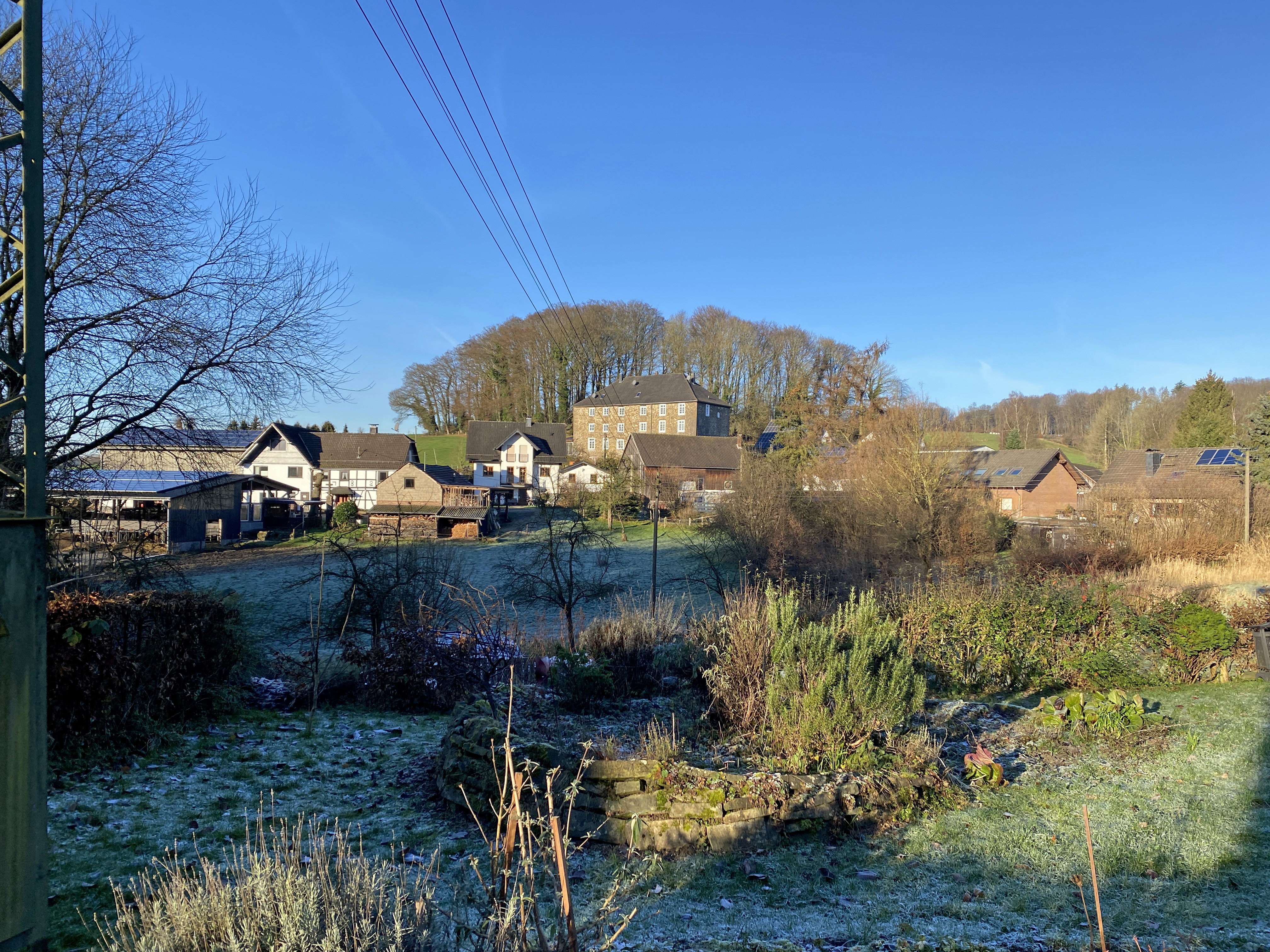
Ortschaft Oberbreidenbach
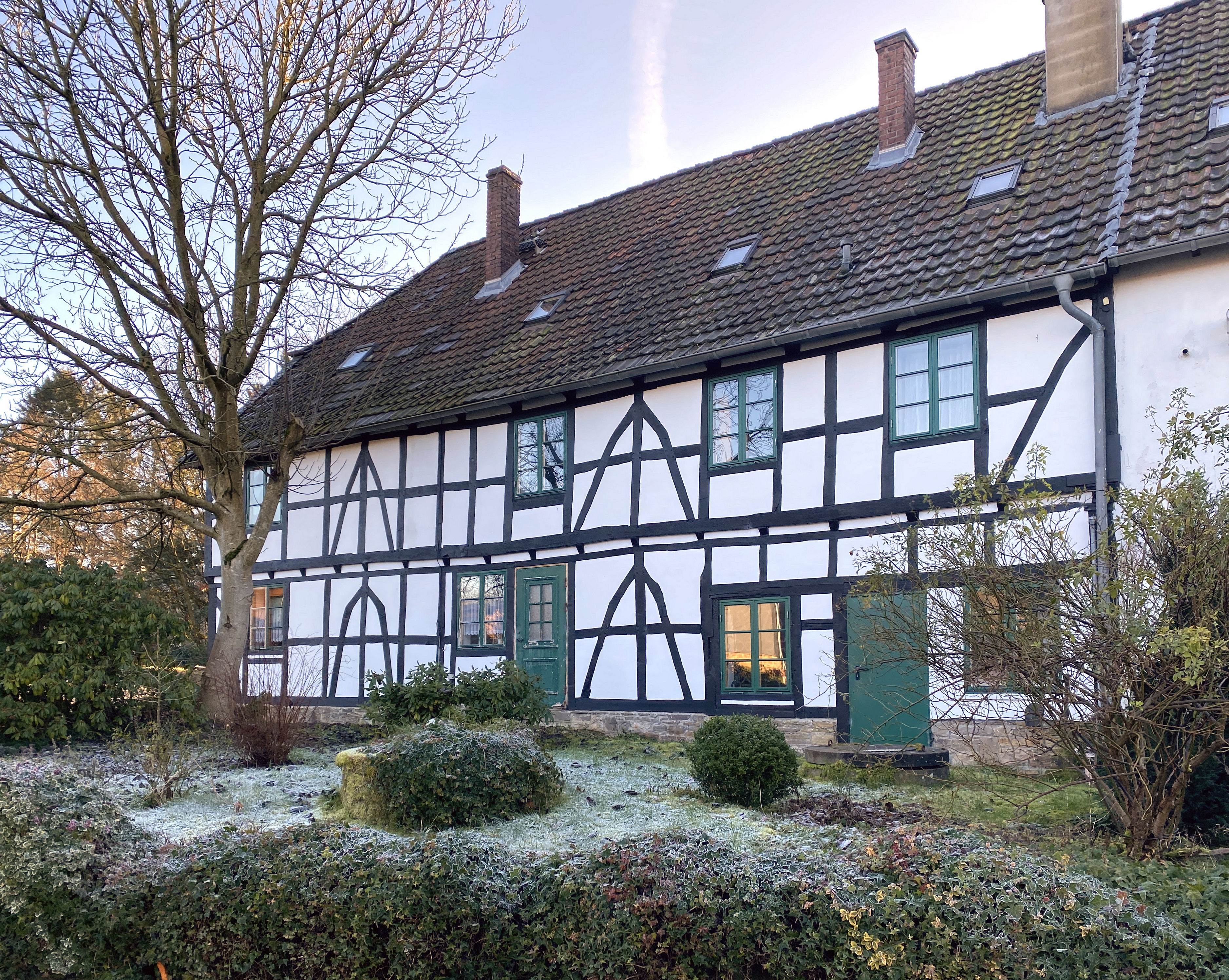
Baudenkmal Oberbreidenbach 44
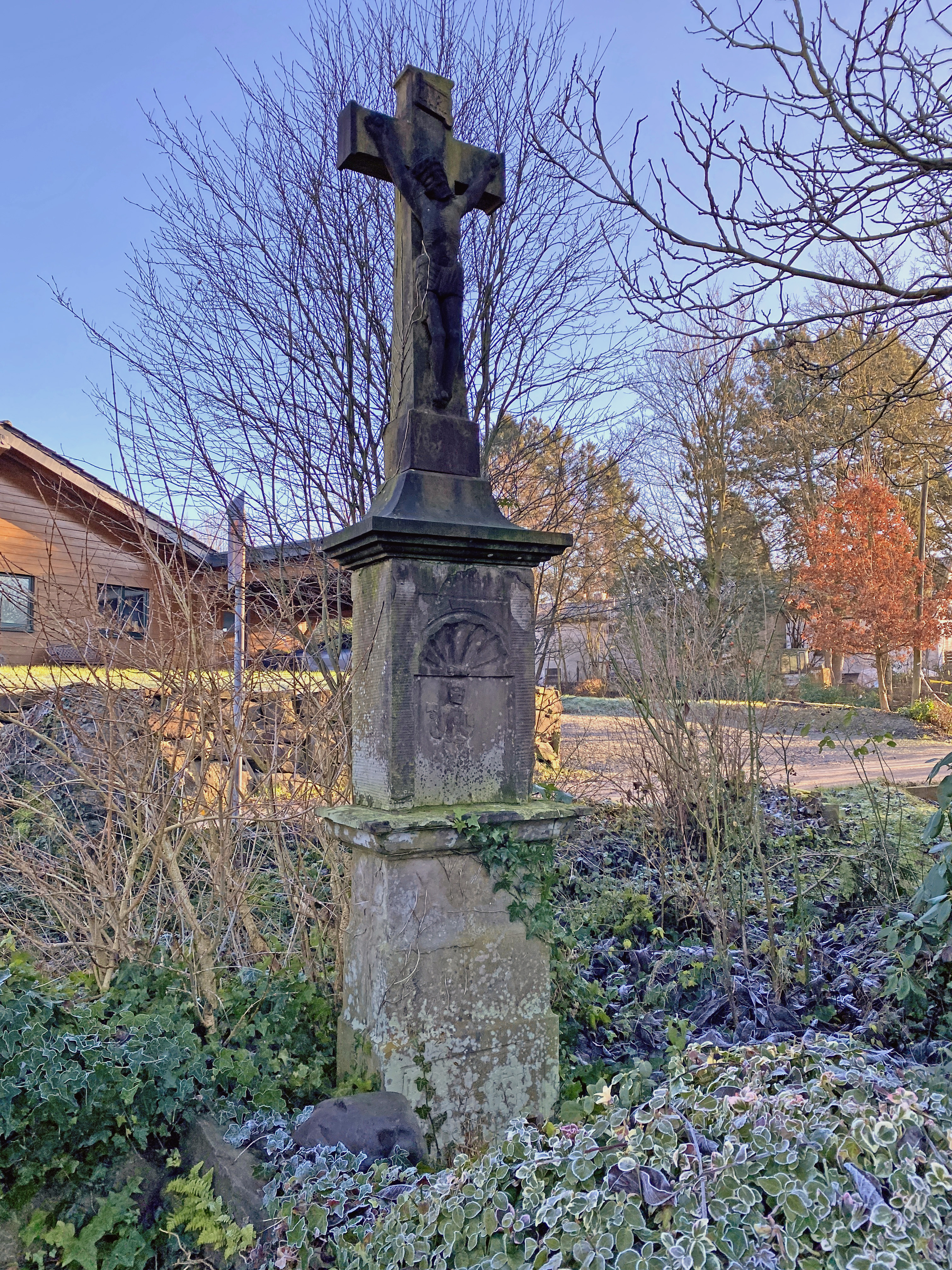
Wegekreuz bei Oberbreidenbach 44
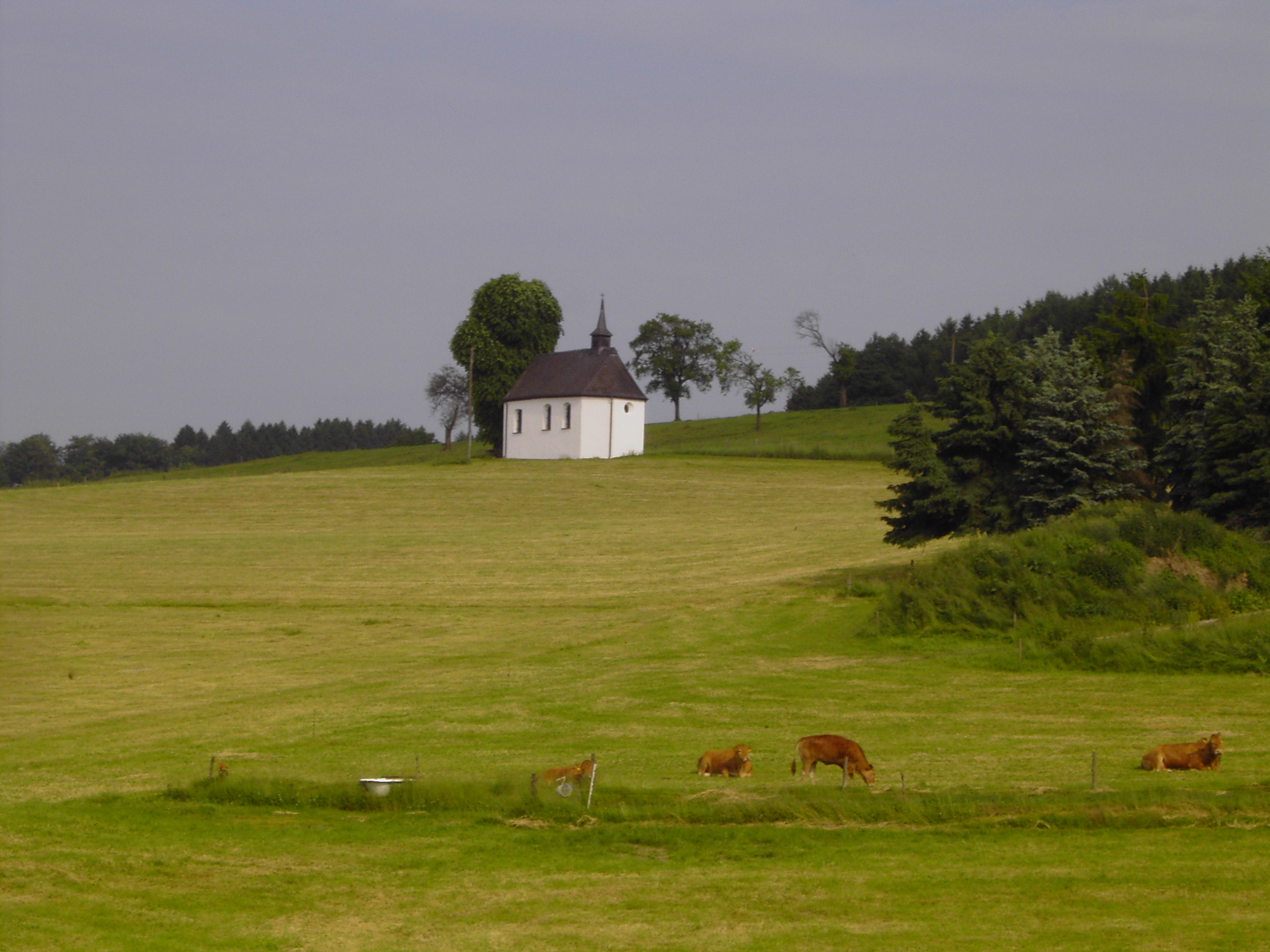
Kapelle „Zur Heiligen Familie“ - Oberbreidenbach